# Ökogramm

Ökogramm, das die Dominanz verschiedener mitteleuropäischer Baumarten in Abhängigkeit von Bodenfeuchte und pH-Wert veranschaulicht.

Ein Ökogramm (griechisch οἶκος oikos ‚Haus‘, ‚Haushalt‘ und γράμμα grámma ‚Geschriebenes‘) ist eine graphische Darstellung, die den Einfluss verschiedener Umweltfaktoren auf eine biologische Art oder auch eine Artengemeinschaft, wie eine Pflanzengesellschaft, veranschaulicht. Hierzu werden die verschiedenen betrachteten Faktoren, oft pH-Wert und Bodenfeuchte, auf den Achsen eines Diagramms aufgetragen und das Vorkommen oder die Dominanz der betrachteten Organismen durch Punkte gekennzeichnet, aus denen auf einen für die betrachtete Gruppe charakteristischen Bereich geschlossen werden kann. Da dieser in der Natur nicht klar umgrenzt ist, können sie auch unscharf begrenzt dargestellt werden.
Ein Ökogramm ist ein naturwissenschaftliches Modell und ein Spezialfall der graphischen Darstellung eines Nischenraums.